# Монгольское нашествие в Болгарию
Во время монгольского нашествия на Европу монгольские тумены под предводительством хана Батыя и Кадана вторглись в Сербию, а затем в Болгарию весной 1242 года, разгромив венгров в битве при Мохи и опустошив венгерские регионы Хорватию, Далмацию и Боснию .
Первоначально войска Кадана двинулись на юг вдоль Адриатического моря на сербскую территорию. Затем, повернув на восток, он пересек центр страны, грабя по пути, и вошел в Болгарию, где к нему присоединилась остальная часть армии под командованием Батыя. Военные действия в Болгарии, вероятно, велись в основном на севере, где археологические раскопки свидетельствуют о разрушениях этого периода. Однако монголы пересекли Болгарию и напали на Латинскую империю на юге, после чего окончательно отступили. Болгария была вынуждена платить дань монголам, и это продолжалось и в дальнейшем.

## Предыстория
Накануне монгольского нашествия отношения между Венгрией и Сербией были плохими. Сербский король Стефан Владислав женился на Белославе, дочери царя Болгарии Ивана Асена II, в 1234 году в попытке сформировать антивенгерский союз. Однако ко времени монгольского нашествия между Венгрией и Болгарией существовали хорошие отношения. Болгарский царь, младенец Калиман I, был племянником венгерского короля Белы IV, будучи сыном сестры Белы, Анны Марии, и Ивана Асена II. Около 1240 года, столкнувшись с угрозой монгольского нашествия, венгры, болгары и половцы, возможно, заключили союз, о чем свидетельствует присутствие в том году болгарского эмиссара при дворе Белы IV.   
Одной из причин монгольского вторжения в Венгрию было то, что Бела IV предоставил убежище половцам, бежавшим от монгольского завоевания их земель в 1239 году. После того, как 17 марта 1241 года предводитель половцев, Кётен, был убит венграми, выступавшими против политики Белы, большое количество половцев опустошило венгерские деревни, отступая в Болгарию, где им снова предоставили убежище.  Отдельная группа половцев вошла в Болгарию примерно в то же время, переправившись через Черное море после завоевания Половцы монголами, и договорившись о своем поселении с Иваном Асенем. Это записано Ибн Тагрибирди, писателем XV века, который опирался на утерянный труд Изз ад-Дина ибн Шаддада, сирийца, писавшего в изгнании из Египта после монгольского завоевания Сирии.  Источником Изз ад-Дина был очевидец Бадр ад-Дин Байсари, сам половец, чья семья бежала в Болгарию. Будущий султан Египта Бейбарс, родившийся в 1227 или 1228 году, был среди тех, кто бежал в Болгарию от монголов. По словам Ибн Тагрибирди, болгары впоследствии обратились против этих половцев. Байсари и Бейбарс были схвачены и проданы в Рум . С другой стороны, половцы Кётена, похоже, интегрировались в болгарскую аристократию. 
Решение монголов атаковать Болгарию всеми своими силами могло иметь тот же мотив, что и первоначальное нападение на Венгрию: наказать болгар за оказание помощи врагам монголов.  
В 1242 году Болгария охватывала территорию к северу от Балканских гор до Нижнего Дуная . Его население было этнически смешанным и состояло из славяноязычных болгар и романоязычных валахов . Некоторые современники называли эту местность Влахией. В то время в этом регионе также поселились кочевые половцы. Правящей династией с 1185 года были Асениды . Их этническое происхождение оспаривается, но, скорее всего, это были половцы, которые были романизированы в XII веке и славянизированы в XIII веке. 
Имея дело с монгольскими нашествиями, писатели также должны были различать Болгарию на Дунае и далекую Болгарию на Волге, которую они называли, соответственно, «Малая (или Малая) Болгария» (Bulgaria minor) и «Великая (или Большая) Болгария» (Bulgaria maior или magna Bulgaria).   

## Сербия
Когда монгольский полководец Кадан прекратил вторжение в Венгрию, он в конце марта или начале апреля 1242 года вошел в Боснию. Хотя номинально Босния находилась под венгерским сюзеренитетом, часть ее была оккупирована венгерскими крестоносцами, выступавшими против боснийской церкви, а остальная часть находилась под контролем бана Матея Нинослава . Наступление монголов заставило венгров покинуть территорию и позволило Нинославу восстановить контроль над всей Боснией.    Продолжая движение на юг, монголы вошли в сербский регион Зета (примерно Черногория и северная Албания). По словам архидиакона Фомы Сплитского, они нанесли минимальный ущерб независимому Дубровнику, который был слишком силен, чтобы его взять. Однако в Зете войска Кадана атаковали Котор, сравняли с землей Свач и Дришт и, вероятно, также разрушили Сапе, который был восстановлен лишь несколько десятилетий спустя.  По словам Томаса, монголы не оставили в Зете «некого мочиться на стену»  . Город Улцинь, возможно, избежал последствий благодаря соглашению, достигнутому с Дубровником в апреле. Нет никаких записей о том, что они встретили какое-либо сопротивление, и вполне возможно, что Георгий, губернатор Зеты, пытался использовать их, чтобы отделить свое княжество от сербского владычества.  В это время он начал использовать титул «король». 
По словам Фомы Сплитского, современника и частичного очевидца, монголы «заполонили всю Сербию и пришли в Болгарию» (totam Serviam percurrentes in Bulgariam devenerunt). Другой современник, архидиакон Рожер Варадский из венгерской Трансильвании, отмечает, что «Кадан разрушил Боснию и королевство Раша, а затем переправился в Болгарию» (Cadan … destruxit Boznam, regnum Rascie et inde in Bulgariam pertransivit). Это все, что известно о вторжении в Сербию (Рашию) из литературных источников. Набеги и грабежи в Сербии прекратились к концу весны, когда тумены двинулись в Болгарию.  
В 1250-х годах Вильгельм Рубрук, фламандский миссионер в Монгольской империи, сообщил, что французский ювелир Гийом Буше в монгольской столице Каракоруме был захвачен в Белеграве войсками Бужека, сына Толуя (а не Кадана). Это место обычно отождествляют с Белградом . Если это так, то Белград, находившийся под контролем Венгрии с 1235 года, вероятно, был оккупирован монголами в 1241 или 1242 году. Если первая дата верна, то вполне вероятно, что монголы пересекли Дунай в Ковине, на важном переправе, где были обнаружены свидетельства разрушений того периода.  В близлежащей крепости Дупляя был найден большой клад монет, зарытый в 1241 году.  Если монголы под предводительством Буека не взяли Белград, вторгшись в Хорватию в 1241 году, то вполне возможно, что Кадан взял его — венгры эвакуировались — в 1242 году, опустошая Сербию. 
Хотя Стефан Владислав был свергнут своими дворянами в 1243 году, ничто не указывает на то, что это было связано с его реакцией на монгольское вторжение.  Его брат и преемник Стефан Урош I (умер в 1276 году) женился на католической дворянке Елене Анжуйской (умерла в 1314 году). Записано, что в преимущественно католическом регионе вокруг озера Скутари в Зете она отремонтировала и перестроила множество городов, церквей и монастырей, поврежденных и разрушенных монголами в 1242 году. 

## Болгария
Пройдя через боснийские и сербские земли, Кадан, вероятно, ближе к концу весны, соединился с основной армией Батыя в Болгарии. Имеются археологические свидетельства широкомасштабных разрушений в центральной и северо-восточной Болгарии около 1242 года. Существует несколько повествовательных источников о монгольском вторжении в Болгарию, но ни один из них не является подробным и не представляет четких картин того, что произошло.  Однако ясно, что в Болгарию одновременно вошли две силы: Кадана из Сербии и другая, во главе с самим Бату или Буйеком, из-за Дуная. 
В примечании на полях греческой рукописи из Ватиканского секретного архива указано, что она была приобретена неким Феодором Грамматиком после монгольского нашествия на Болгарию, в 6751 году от Рождества Христова по византийскому календарю . Год 6751 соответствует периоду с 1 сентября 1242 года по 31 августа 1243 года. 
О разрушении Болгарии упоминает современный ему брабантский теолог Фома из Кантимпре . Чуть позже итальянский миссионер Рикольдо из Монтекроче писал, что монголы покорили влахов.  По словам персидского историка Рашида-ад-Дина Хамадани, болгарская столица Тырново (Киркин) и черноморский порт Анхиалос (Кила) были разграблены «после великих сражений», под которыми Рашид, вероятно, имел в виду осады.     Отождествление Килы Рашида с Анхиалом произошло недавно: чаще ее отождествляли с Килией на Дунае, но в то время это место не было городом, заслуживающим нападения. Андалузский писатель Ибн Саид аль-Магриби в своей «Географии» в 1250 году подтверждает нападение монголов на Тырново (араб. Тарнабу). Археологические свидетельства разрушений, включая клады монет, которые можно датировать 1242 годом, были найдены в Червене, Исакче, Ловече, Нуфэру, Преславе, Силистре, Шумене, Свиштове, Туркоае и Варне, а также в самом Тырново и на острове Пакуйул-луй-Соаре, который был полностью разрушен. 
Помимо свидетельств разрушений, имеются сведения о том, что царская армия нанесла поражение монгольскому войску. Эти рассказы достигли таких отдаленных мест, как Фландрию, где победа упоминается во французской хронике Филиппа Мускеса, и Палестину, где о ней упоминает сирийский писатель Бар Гебрей . Маловероятно, что болгары одержали победу над чем-то большим, чем небольшой отряд набегов.  Мускес уточняет, что «король страны валахов разбил [татар] в проходе», вероятно, в ущелье Искыр, главном проходе через Стара-Планину, который монголы, вероятно, использовали при нападении на Константинополь. В любом случае царь был слишком молод, чтобы участвовать в битве, а любая победа была одержана его полководцами и просто приписывается ему. Победу болгар, вероятно, можно объяснить горной местностью, к которой монголы не были привычны. 
По словам Фомы Сплитского, перед тем как покинуть Болгарию, монголы вырезали своих пленников — «венгров, славян и другие народы», — как они это делали и в Хорватии в марте или апреле. 

## Последствия
К 1253 году, когда Вильгельм Рубрук посетил монгольскую столицу, Болгария платила дань: «от устья [Дона] до Дуная все принадлежит им [монголам]; и даже за Дунаем в направлении Константинополя [во Влахии и Малой Болгарии] все платят им дань; и сверх установленной дани в последние годы они еще взимали с каждого дома по одному топору и всему некованому железу, которое было найдено». Вильгельм также говорит, что послы валахов и болгар обычно привозили дары ко двору Сартака, сына Батыя, по пути ко двору Батыя.  Хотя ни один источник не указывает, когда именно началась выплата дани, она, очевидно, существовала задолго до 1253 года. Современные историки обычно связывают его с вторжением 1242 года , хотя, как отмечает Грег Роджерс, «в исторической литературе до сих пор отсутствует объяснение того, почему из всех территорий, пройденных войсками Батыя в 1241 и 1242 годах, только Болгария оказалась втянутой в систему данников монголов». 
Некоторые историки полагают, что Болгария избежала крупных разрушений, приняв монгольский сюзеренитет, в то время как другие утверждают, что доказательства монгольских набегов настолько убедительны, что спасения быть не могло. В любом случае, поход 1242 года перенес границу власти Золотой Орды (подчинения Батыя) на Дунай, где она оставалась в течение нескольких десятилетий.   Венецианский дож и историк Андреа Дандоло, писавший столетие спустя, говорит, что монголы «оккупировали» Болгарское королевство во время кампании 1241—1242 годов. 
Серия столкновений между монголами и Константинопольской империей произошла в 1242 году, когда захватчики проходили через южную Болгарию.  Бар Гебрей конкретно говорит, что Батый «готовился атаковать Константинополь со стороны болгар», хотя он ошибочно датирует событие 1232 годом  К 1260-м годам Болгария сменила монгольский сюзеренитет на венгерский. В результате в 1270-х годах он стал объектом «ежедневных» набегов монголов, как утверждает греческий историк Георгий Пахимерес . 
Болгария, как вассал монголов, предоставила войска для похода Менгу-Тимура против византийцев во Фракию в 1267 году и снова стала жертвой вторжений Золотой Орды в 1280-х годах.  В 1280-х и 1290-х годах Золотая Орда также установила свою власть над Сербией .  Болгария продолжала платить дань вплоть до начала второй половины XIV века, а значительная часть Болгарского царства находилась под прямым контролем чингизидского князя Ногая, а позднее — монгольских наместников Золотой Орды. 